# Elaphocera insularis
Elaphocera insularis är en skalbaggsart som beskrevs av Leon Fairmaire 1877. Elaphocera insularis ingår i släktet Elaphocera och familjen Melolonthidae. Inga underarter finns listade i Catalogue of Life.